# 98
Aquesta pàgina és per a l'any. Per al nombre, vegeu noranta-vuit.
El 98 (XCVIII) fou un any comú començat en dilluns del calendari julià.

## Esdeveniments
- Trajà succeeix a Nerva en l'Imperi Romà

## Necrològiques
- Nerva, emperador de Roma